# シェール・バハドゥル・デウバ
シェール・バハドゥル・デウバ（ネパール語：शेरबहादुर देउबा, Sher Bahadur Deuba, 1946年1月13日 - ）は、ネパールの政治家。現在、ネパール会議派党首（2期目）。同国首相（5期目、第45・51・54・63・65代）を歴任。

## 生涯

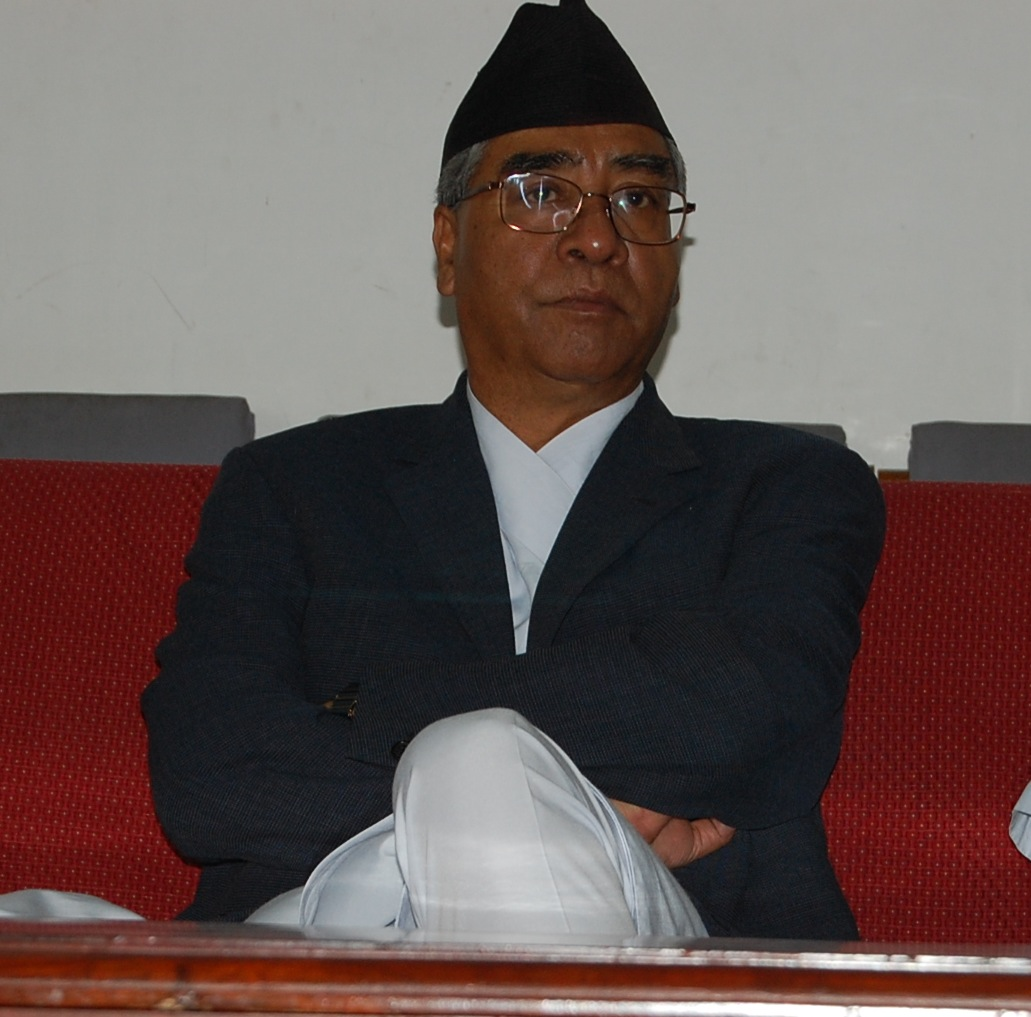
シェール・バハドゥル・デウバ

2002年10月のギャネンドラ国王のクーデターでは首相の地位を追われている。しかし、デウバの復帰を求める政治的抵抗に押されて、2004年にギャネンドラはスーリヤ・バハドゥル・タパに代えて彼を首相の地位に復帰させた。
2005年2月1日、 ギャネンドラは政府を解散し、再びデウバを解任し、親政を行う。同年6月から2006年2月13日まで、国王はデウバを汚職の罪で投獄した。
これより先、2002年にデウバはネパール会議派におけるギリジャー・プラサード・コイララの独裁的な党運営に反発してネパール会議派民主を結成するが、2007年9月21日に両党は再び統合する。
2008年4月10日の制憲議会選挙で、デウバは小選挙区で当選している。同年の首相選挙にネパール会議派から立候補したが、毛派のプラチャンダに敗れた。2017年6月7日より4期目の首相を務めたが、ネパール会議派党首として臨んだ2017年ネパール総選挙ではネパール共産党統一マルクス・レーニン主義派に第1党の座を明け渡し、2018年2月15日に首相を退任。
2020年末より後任のK.P.シャルマ・オリ首相が2度ほど下院解散を試みたがいずれも最高裁に却下され、特に2021年5月22日にオリ首相がビドヤ・デビ・バンダリ大統領に進言し下院が解散された後にはネパール会議派などからデウバを首相に就任させるよう請願が出され、最高裁は7月12日に5月22日の下院解散を無効としたほか、オリ政権存続も認めず、バンダリ大統領に対し2日以内にデウバを首相に就任させるよう命じた。これを受け7月13日にバンダリ大統領より首相に任命され、5度目の首相就任となった。
2022年11月の議会総選挙後の連立交渉の結果、プラチャンダとK.P.シャルマ・オリの両元首相が交互に首相を務めることとなり、デウバは首相を降りることとなったが、ネパール会議派党首には再選された。